# Belmont Cameli
Belmont Cameli (Naperville, 28 febbraio 1998) è un attore e modello statunitense.

## Biografia
Cameli nasce a Naperville, Illinois. Fin da giovane ha sviluppato una passione per lo spettacolo, partecipando a produzioni teatrali scolastiche durante gli anni del liceo. Dopo il diploma, ha intrapreso una carriera nel mondo della moda e della recitazione.

## Carriera
Cameli ha esordito come attore con un'apparizione nella serie televisiva Empire nel 2018. Ha ottenuto maggiore notorietà interpretando il ruolo di Jamie Spano, nel reboot di Saved by the Bell (2020–2021).
Nel 2022 ha recitato nel film Netflix Ti giro intorno, adattamento cinematografico del romanzo di Sarah Dessen, nel ruolo di Eli, un personaggio misterioso e riservato che instaura un legame speciale con la protagonista.
Nel 2025 ha interpretato Frankie Boy nel film drammatico The Alto Knights - I due volti del crimine e Abe nell'adattamento cinematografico di Until Dawn - Fino all'alba, uscito il 25 aprile 2025. Quest'ultimo è basato sull'omonimo videogioco del 2015 sviluppato da Supermassive Games, con una storia originale e personaggi differenti.
Il 6 maggio 2025 è stato annunciato che avrebbe preso parte alla serie Off Campus nel ruolo del protagonista Garrett Graham.

## Filmografia

### Cinema
- Most Guys Are Losers, regia di Eric Ustian (2020)
- Ti giro intorno (Along for the Ride), regia di Sofia Alvarez (2022)
- The Alto Knights - I due volti del crimine (The Alto Knights), regia di Barry Levinson (2025)
- Until Dawn - Fino all'alba (Until Dawn), regia di David F. Sandberg (2025)

### Televisione
- Empire - serie TV, 1 episodio (2018)
- Bayside School (Saved by the Bell) - serie TV, 20 episodi (2020-2021)
- Based on a True Story - serie tv, 3 episodi (2023)

## Doppiatori italiani
Nelle versioni in italiano delle opere in cui ha recitato, Belmont Cameli è stato doppiato da:
- Andrea Di Maggio in Ti giro intorno
- Manuel Meli in Bayside School
- Marco Briglione in Until Dawn - Fino all'alba